# Krasnokoutsk
Krasnokoutsk (ukrainien : Краснокутськ) est une commune urbaine de l'oblast de Kharkiv, en Ukraine. Elle compte 7 281 habitants en 2021.
Le village est le point d'entrée du parc national de l'Ukraine slobodienne.

## Géographie
La commune se trouve sur cours inférieur de la rivière Merla, un peu avant son entrée dans l'oblast de Poltava. La rivière Merla est un affluent de rive gauche de la rivière Vorskla, en rive gauche du fleuve Dniepr. Elle se trouve à 77 kilomètres à l'ouest de la ville de Kharkiv.